# 楊莉珊
楊莉珊，MH（1966年—），香港商人,中共政治人物，香江国际中国地产有限公司首席执行官及执行董事。

## 生平
楊氏為杨孙西之長女丶畢業于英國華威大學管理學系丶英国注册会计师，參與的公職包括香港青少年發展企業聯盟副主席 丶北京市政協常委、第十三屆、第十四屆全國政協委員，中国和平统一促进会中国香港总会常务副会长及自2015年起为中国香港北京交流协进会会长丶九龍東區各界聯會第九屆常務副會長等 另外，2023年6月7日獲委任為北控城市資源獨立非執行董事。。

## 言論及政治見解
楊莉珊常於數份香港報章上撰文，包括香港01、思考香港等。她多以工商界觀點提出意見，如呼籲香港工商界積極參與一帶一路和粵港澳大灣區，又建議應拘捕Google香港負責人，以解決在Google搜索「香港國歌」時最高的顯示結果是《願榮光歸香港》的連結，而不是中國國歌《義勇軍進行曲》的問題。

## 相關
- 杨孙西
- 楊華勇 (商人)